# Fresh Kills Landfill
Fresh Kills Landfill i New York Citys bydel Staten Island var i sin tid verdens største losseplads. Det dækkede et område på 890 hektar, og var New Yorks vigtigste losseplads i anden halvdel af 1900-tallet. Navnet "Fresh Kills" kommer fra navnet på området ved udløbet af bækken Fresh Kills vest på øen Staten Island.
Lossepladsen blev åbnet i 1948, og blev lukket den 22. marts 2001. Men efter terrorangrebet på WTC på Manhattan 11. september samme år blev lossepladsen midlertidigt genåbnet, for at man skulle have et sted at anbringe og gennemgå ruinerne fra ødelæggelserne. Det meste blev senere fjernet og solgt til skrothandlere.

## Ekstern henvisning
- The Fresh Kills Landfill: a photographic tour. Arkiveret 30. august 2008 hos  Wayback Machine

40°34′36″N 74°11′14″V / 40.57667°N 74.18733°V